# Melinda nigrella
Melinda nigrella är en tvåvingeart som beskrevs av Chen, Li och Chang 1988. Melinda nigrella ingår i släktet Melinda och familjen spyflugor. Inga underarter finns listade i Catalogue of Life.